# Gene Pitney
Gene Francis Alan Pitney (Hartford, 17 febbraio 1940 – Cardiff, 5 aprile 2006) è stato un cantante, compositore e musicista statunitense.

## Biografia
Da adolescente imparò a suonare la chitarra, il pianoforte e la batteria; iniziò poi a comporre molto giovane canzoni per altri artisti, tra cui Hello Mary Lou per Ricky Nelson, Rubber Ball per Bobby Vee e He's a Rebel per le Crystals. Compose anche alcune colonne sonore. Esordì come cantante nel 1960, ottenendo l'anno successivo un grandissimo successo con Town Without Pity, scritta da Dimitri Tiomkin e inserita nella colonna sonora dell'omonimo film, rimanendo la sua canzone più nota.
Nel 1962 un altro suo successo fu Hello, Mary Lou, che in Italia verrà incisa due anni dopo da Adriano Celentano come lato B del 45 giri Una notte vicino al mare/Hello Mary Lou. Sempre in Italia, dopo alcuni 45 giri pubblicati anche in italiano, divenne famoso nel 1964 partecipando al Festival di Sanremo con Quando vedrai la mia ragazza (in coppia con Little Tony) e E se domani (la nota canzone scritta da Giorgio Calabrese per il testo e da Carlo Alberto Rossi per la musica, che verrà anche incisa da Mina e che Pitney portò al festival in coppia con Fausto Cigliano).
Partecipò al festival per quattro anni di seguito, dal 1964 al 1967, sempre con due brani. Nel 1965 cantò Amici miei (in coppia con Nicola Di Bari) e I tuoi anni più belli (con Iva Zanicchi), nel 1966 propose Nessuno mi può giudicare (in coppia con Caterina Caselli) e Lei mi aspetta (di nuovo con Nicola Di Bari), nel 1967 presentò La rivoluzione (in coppia con Gianni Pettenati, canzone che Luigi Tenco citò nel suo biglietto d'addio) e Guardati alle spalle (per la terza volta con Nicola Di Bari). Tra le altre sue canzoni si ricordano: Un soldino, E quando viene la notte, Le ragazze come te, Verrò e Quando ti lascia l'amore (scritta da Lucio Battisti).
Gene Pitney frequentò ancora l'Italia per partecipare a spettacoli televisivi e si innamorò del paese, tanto che, nel 1967, sposò sua moglie Lynn a Ospedaletti, a pochi chilometri da Sanremo. In seguitò ritornò negli Stati Uniti, dove proseguì la sua carriera. Morì a 66 anni per infarto in albergo a Cardiff, dove la sera precedente si era esibito in concerto.

## Vita privata
Ebbe tre figli maschi, Todd, Christopher e David, tutti nati dal suo unico matrimonio.

## Discografia
Album in studio
- 1962 – The Many Sides of Gene Pitney
- 1962 – Only Love Can Break a Heart
- 1963 – Gene Pitney Sings Just for You
- 1963 – Gene Pitney Sings World-Wide Winners
- 1963 – Blue Gene
- 1963 – Gene Pitney
- 1964 – Blue Gene
- 1964 – Pitney italiano
- 1964 – Gene Pitney Meets the Fair Young Ladies of Folkland
- 1964 – Gene Pitney's Big Sixteen
- 1964 – Gene Italiano
- 1964 – It Hurts to Be in Love
- 1965 – Gene Pitney's More Big Sixteen
- 1965 – Pitney italiano volume 2
- 1965 – For the First Time! Two Great Singers Together: George Jones and Gene Pitney
- 1965 – I Must Be Seeing Things
- 1965 – It's Country Time Again
- 1965 – Looking Through the Eyes of Love
- 1965 – Gene Pitney en Espanol
- 1966 – Being Together
- 1966 – Big Sixteen, Vol. 3
- 1966 – Backstage I'm Lonely
- 1966 – Nessuno mi può giudicare
- 1966 – The Gene Pitney Show
- 1966 – Greatest Hits of All Times
- 1967 – The Country Side of Gene Pitney
- 1967 – Young and Warm and Wonderful
- 1967 – Just One Smile
- 1967 – Golden Greats
- 1968 – The Gene Pitney Story
- 1968 – Gene Pitney Sings Burt Bacharach
- 1968 – She's a Heartbreaker
- 1969 – The Man Who Shot Liberty Valance
- 1969 – Town without Pity
- 1969 – America's Greatest Country Songs
- 1969 – Twenty Four Hours from Tulsa
- 1969 – Baby, I Need Your Lovin'
- 1969 – The Greatest Hits of Gene Pitney
- 1970 – Gene Pitney Sings the Platters' Golden Platters
- 1971 – Gene Pitney Super Star
- 1971 – Ten Years After
- 1972 – Golden Hour
- 1975 – Gene Pitney
- 1977 – The Best of Gene Pitney (Double Gold Series)

Singoli
- 1958 – Going Back to My Love/Cradle of My Arms
- 1960 – Please Come Back/I'll Find You
- 1960 – (I Wanna) Love My Life Away/I Laughed So Hard I Cried
- 1960 – (I wanna) love my life away/I luched so hard I cried
- 1961 – Town without pity/Air mail special delivery
- 1961 – Louisiana Mama/Take Me Tonight
- 1961 – Town Without Pity/Air Mail Special Delivery
- 1961 – Every Breath I Take/Mr. Moon, Mr. Cupid and I
- 1962 – (The Man Who Shot) Liberty Valance/Take It Like a Man
- 1962 – Louisiana mama/Take me tonight
- 1962 – Mr. moon, mr. Cupid and I and/Hello, Mary Lou
- 1962 – (The man who shoot) Liberty Valance/Take it like a man
- 1962 – La città spietata/Louisiana mama
- 1962 – Only Love Can Break a Heart/If I Didn't Have a Dime
- 1962 – Half Heaven-Half Heartache/Tower Tall
- 1963 – Mecca/Teardrop by Teardrop
- 1963 – True Love Never Runs Smooth/Donna Means Heartbreak
- 1963 – Twenty-Four Hours from Tulsa/Lonely Night Dream
- 1963 – Un soldino/Non lasciamoci-If I didn't have a dime
- 1963 – Ritorna/Oh cara
- 1963 – Mecca/Teardrop by teardrop
- 1963 – Resta sempre accanto a me/Chi vede te
- 1964 – E se domani/Quando vedrai la mia ragazza
- 1964 – E quando vien la notte/A poche ore
- 1964 – La città spietata/Louisiana mama
- 1964 – Ritorna/Oh cara
- 1964 – Resta sempre accanto a me/Chi vede te
- 1964 – E se domani/Quando vedrai la mia ragazza
- 1964 – E quando vien la notte/Vorrei capire perché
- 1964 – That Girl Belongs to Yesterday//Who Needs It
- 1964 – Yesterday's Hero/Cornflower Blue
- 1964 – I'm Gonna Find Myself a Girl/Lips Are Redder
- 1964 – It Hurts to Be in Love/Hawaii
- 1964 – I'm Gonna Be Strong/E se domani
- 1964 – I'm Gonna Be Strong/Aladdin's Lamp
- 1965 – Amici Miri/I tuoi anni più belli
- 1965 – I Must Be Seeing Things/Marianne
- 1965 – Last Chance to Turn Around/Save Your Love
- 1965 – Looking Through the Eyes of Love/There's No Living
- 1965 – Princess in Rags/Amore mio
- 1965 – I tuoi anni più belli/It hurts to be in love
- 1965 – Amici miei/Sarò forte
- 1965 – Le ragazze come te/Che sarà di me
- 1965 – La spia/Non tornare più
- 1966 – Nessuno mi può giudicare/A nome mio
- 1966 – Lei mi aspetta/Con te verso l'amore
- 1966 – Verrò/Turn around
- 1966 – Quella che sa piangere/Verrò
- 1966 – Me voy para el compo/Hojas muertas
- 1966 – Lei mi aspetta/Nessuno mi può giudicare
- 1966 – Backstage/Blue Color
- 1966 – (In the) Cold Light of Day/The Boss' Daughter
- 1966 – Just One Smile/Innamorato
- 1967 – For Me, This Is Happy/I'm Gonna Listen to Me
- 1967 – Don't Mean to Be a Preacher/Animal Crackers (In Cellophane Boxes)
- 1967 – Tremblin'/Where Did the Magic Go
- 1967 – Somethin' Gotten Hold of My Heart/Building Up My Dream World
- 1967 – Guardati alle spalle/La rivoluzione
- 1967 – Amico ascoltami/Johnny lo svelto
- 1967 – Uomo non sai/Quando ti lascia l'amore
- 1968 – The More I Saw of Her/Won't Take Long
- 1968 – She's a Heartbreaker/Conquistador
- 1968 – Somewhere in the Country/Lonely Drifter
- 1968 – Billy, You're My Friend/Lonely Drifter
- 1969 – Baby, You're My Kind of Woman/Hate
- 1969 – Corro da te/Faccia sporca
- 1969 – Maria Elena/The French Horn
- 1969 – Playing Games of Love/California
- 1969 – She Lets Her Hair Down (Early in the Morning)/I Remember
- 1970 – All the Young Women/I Remember
- 1970 – A Street Called Hope/Think of Us
- 1970 – Shady Lady/Billy, You're My Friend
- 1971 – Higher and Higher/Beautiful Sounds
- 1971 – A Thousand Arms (Five Hundred Hearts)/Gene, Are You There?
- 1972 – I Just Can't Help Myself/Beautiful Sounds
- 1973 – Shady Lady/Run, Run Roadrunner

EP
- 1962 – 3 Canzoni (Un Soldino, Non lasciamoci, If i didn't have a dime)
- 1965 – 4 canzoni & 4 chiacchiere